# Tomás de Iriarte

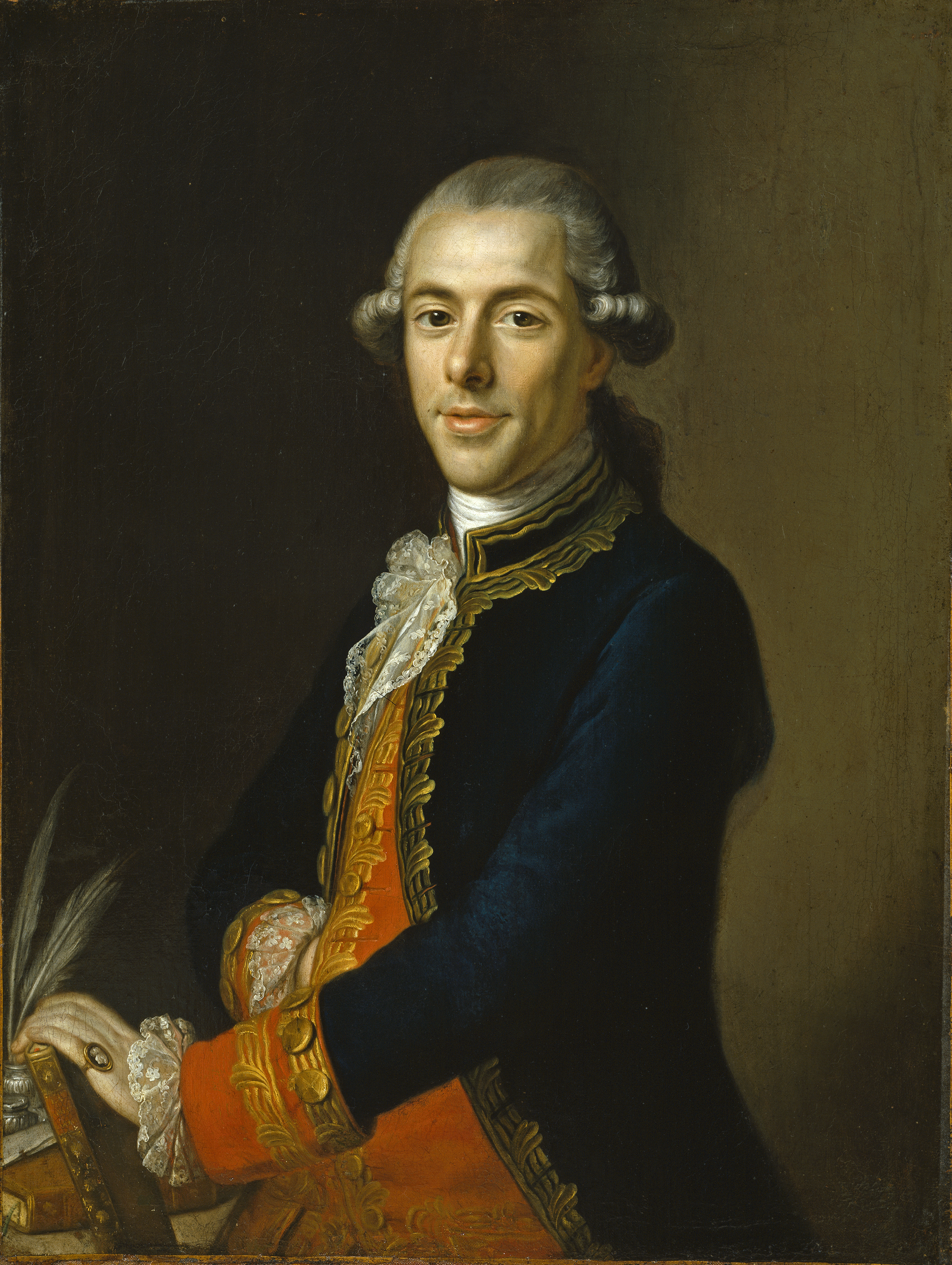
Tomás de Iriarte, porträtterad av Joaquín Inza.

Tomás de Iriarte (Yriarte) y Nieves Ravelo, född den 18 september 1750 i La Orotava nära Puerto de la Cruz på Tenerife, död den 17 september 1791 i Madrid, var en spansk skald. Han var  brorson till Juan de Iriarte samt bror till Bernardo och Domingo de Iriarte. 
Iriarte kom till Madrid 1764, blev 1771 translator i utrikesdepartementet, fick ledningen av "Mercurio Histórico y Político" 1772 och blev arkivarie i krigsministeriet 1776. Iriartes verksamhet var emellertid främst författarens; hans arbeten i fransk-klassisk stil, som är kvicka och graciösa, ådrog honom misstanken för fritänkeri och föranledde ingripande från inkvisitionsdomstolen. Det berömdaste av hans arbeten är Fábulas literarias (1782), djurfabler på vers, med syftning på litterära företeelser, översatta till franska, engelska och tyska. För övrigt att nämna är lärodikten La músicä, komedierna La señorita mal criada och El señorito mimado, översättning av Horatius "Ars poetica", Vergilius Aeneid med mera. Iriartes Obras utkom 1787 (6 band) och 1805 (8 band); urval av hans arbeten i Rivadeneiras "Biblioteca de autores españoles" , del 63, och i "Revue hispanique" (1895).